# Anton Kushniruk
Bản mẫu:Eastern Slavic name
Anton Anatolyevich Kushniruk (tiếng Nga: Антон Анатольевич Кушнирук; sinh ngày 30 tháng 6 năm 1995) là một hậu vệ bóng đá người Nga. Anh thi đấu cho FC Sibir Novosibirsk.

## Sự nghiệp câu lạc bộ
Anh có màn ra mắt tại Russian Second Division cho FC Sibir-2 Novosibirsk vào ngày 5 tháng 6 năm 2013 trong trận đấu với FC Sibiryak Bratsk.